# حزب حاكم
الحزب الحاكم هو الحزب السياسي الذي يحكم بلدا ما. 
والحزب هو مؤسسة عامة في المجتمع تتكون من مجموع أعضاء هذه المؤسسة من المواطنين، وهو تجمع سياسي لفئة متحدة في الأهداف السياسية والاجتماعية ويعبر عنها الحزب باعتبار أهدافه هي أهداف وتوجهات مجموع أعضائه. والحزب الحاكم هو الحزب الذي نال الأغلبية في مقاعد البرلمان أو المجالس النيابية؛ وبالتالي يكون من حقه أن يتولى إدارة الدولة عن طريق ترشيح واحد من أعضائه ليكون في المنصب السياسي والإداري والتنفيذي الأول : كرئاسة الوزراء، بحيث يكون لهذا الحزب ذي الأغلبية أن يختار عددا من الشخصيات وذلك ليشكل الوزارة أو الحكومة لتقوم بإدارة الدولة والمجتمع.
يختلف نظام الحزب الحاكم وفقا للنظام السياسي المتبع في الدولة فهناك اختلاف جذري في الدول الديمقراطية النيابية عن دول الحزب الواحد. بحيث يوجد التعدد والحرية الحزبية تتنامى فرص وصول حزب للسلطة والحكم. في إطار عملية انتخابية تصعد به إلى مدارج الحكم. أما في ظل انعدام التعددية والحرية الحزبية فيكون هناك حزب واحد يحكم ويدير الدولة دون وجود منافس شرعي آخر.

## اقرأ أيضاً
- ديموقراطية
- دكتاتورية